# De Pelgrimsroute
De Pelgrimsroute (Noors: Pilegrimsruta) is een landelijke langeafstandsfietsroute in Noorwegen. De route verbindt de stad Trondheim met Halden op de grens met Zweden. Het gehele traject is onderdeel van de EuroVelo EV3 Pelgrimsroute. Het traject tussen Lillehammer en Halden is bewegwijzerd in twee richtingen met het cijfer 7 en is onderdeel van de nationale fietsroutes van Noorwegen. 

## Traject
De route begint in Trondheim aan de Atlantische Oceaan. De Nidaros-domkerk staat in Trondheim en markeert de start van de pelgrimstocht naar Santiago de Compostella in Spanje. In Trondheim kan de EuroVelo EV1 Atlantische Kustroute worden opgepakt. Ook kan worden aangesloten op de landelijke routes 1. De Kustroute en 9. De Wildernisroute. 
De route voert langs het Nationaal park Dovrefjell-Sunndalsfjella. Het eerste deel van de route is bergachtig met klimmen boven de 1000 m. Tussen Vågåmo en Hundorp loopt de landelijke route 6. De Sognefjellroute parallel mee en in Vinstra kruist de landelijke route 5. De Numedalroute.
Vanaf Lillehammer volgt de route het meer Mjøsa en passeert ook Hamar. Bij de hoofdstad Oslo kan worden aangesloten op de landelijke route 4. Rallarvegen. 
Na de hoofdstad sluit net voor Frederikstad bij Moss de EuroVelo EV12 Noordzeeroute aan, evenals de landelijke route 1. De Kustroute. In Moss kan ook worden aangesloten op de Zweedse landelijke route Unionsleden.
In eindpunt Halden op de grens kan de EV12 verder gevolgd worden Zweden in. Ook kan hier de landelijke route 9. De Wildernisroute worden opgepakt. De 9 gaat ook van Trondheim naar Halden, maar voert meer door de binnenlanden.

## Aansluitingen met Europese routes
- Het gehele traject is onderdeel van de EuroVelo EV3 Pelgrimsroute.
- In Trondheim kan worden aangesloten op de EV1 Atlantische Kustroute.
- Tussen Moss en Halden loopt de route parallel met de EuroVelo EV12 Noordzeeroute.

## Aansluitingen met andere routes
- In Trondheim kan worden aangesloten op de landelijke route 1. De Kustroute.
- In Trondheim kan worden aangesloten op de landelijke route 9. De Wildernisroute.
- Tussen Vågåmo en Hundorp loopt de landelijke route 6. De Sognefjellroute parallel met de route mee.
- In Vinstra kruist de route de landelijke route 5. De Numedalroute.
- In Oslo kan worden aangesloten op de landelijke route 4. Rallarvegen.
- Tussen Moss en Halden loopt de route parallel met de landelijke route 1. De Kustroute.
- In Moss kan worden aangesloten op de route Unionsleden.
- In Halden kan worden aangesloten op de landelijke route 9. De Wildernisroute.